# داده سانسورشده
در طبیعت گاه نمی‌توانیم همه داده‌های موجود را (مثلاً برای بررسی طول عمر موجودات و حتی لوازم و اشیاء از قبیل وسایل برقی) مورد بررسی قرار دهیم. گاه با این مسئله مواجه می‌شویم که مثلاً می‌خواهیم طول عمر لامپ‌ها را بررسی کنیم اما زمان لازم برای این کار نداریم. مثلاً تا ۴۰ روز منتظر می‌مانیم تعداد لامپ‌هایی که می‌سوزند اندک هستد ولی ما به دلیل کم بودن وقت بقیه لامپ‌ها را مورد آزمایش قرار نمی‌دهیم و استنباط‌های خود را براساس همین لامپ‌های موجود انجام می‌دهیم به این داده‌ها داده‌های سانسورشده می‌گویند.